# Gauliga Ostpreußen 1935/36
De Gauliga Ostpreußen 1935/36 was het derde voetbalkampioenschap van de Gauliga Ostpreußen.
De competitie werd hervormd. Op 30 juni 1935 werd besloten dat de veertien clubs uit de Gauliga allen in de Bezirksklasse gingen spelen, die voorheen de tweede klasse was. De Bezirksklasse werd in vier regio's opgedeeld waarvan de top twee zich plaatste voor de eigenlijke Gauliga. 
Hindenburg Allenstein werd kampioen en plaatste zich voor de eindronde om de Duitse landstitel, waar de club in de groepsfase uitgeschakeld werd. 

## Bezirksklasse

### Groep Allenstein
Rastenburger SV had eigenlijk drie wedstrijden gewonnen, maar één overwinning werd in een nederlaag omgezet omdat ze enkele niet-speelgerechtigde spelers opgesteld hadden. De club hoefde echter niet te degraderen daar het derde elftal van de club promotie had kunnen afdwingen in de Kreisklasse.
| Plaats | Club                      | Wed. | W  | G | V  | Saldo | Ptn.  |
| ------ | ------------------------- | ---- | -- | - | -- | ----- | ----- |
| 1.     | MSV Hindenburg Allenstein | 12   | 10 | 2 | 0  | 51:10 | 22:2  |
| 2.     | SV Masovia Lyck           | 12   | 8  | 0 | 4  | 36:17 | 16:8  |
| 3.     | SV Viktoria Allenstein    | 12   | 7  | 1 | 4  | 27:20 | 15:9  |
| 4.     | SV 1910 Allenstein        | 12   | 6  | 2 | 4  | 30:19 | 14:10 |
| 5.     | VfB Osterode              | 12   | 3  | 2 | 7  | 16:43 | 8:16  |
| 6.     | RSV Ortelsburg            | 12   | 2  | 1 | 9  | 14:39 | 5:19  |
| 7.     | Rastenburger SV 08        | 12   | 2  | 0 | 10 | 12:38 | 4:20  |

|  | Geplaatst voor Gauliga |

### Groep Danzig
| Plaats | Club                  | Wed. | W  | G | V  | Saldo | Ptn.  |
| ------ | --------------------- | ---- | -- | - | -- | ----- | ----- |
| 1.     | SC Preußen 09 Danzig  | 12   | 10 | 1 | 1  | 33:11 | 21:3  |
| 2.     | BuEV Danzig           | 12   | 7  | 2 | 3  | 23:16 | 16:8  |
| 3.     | KS Gedania Danzig     | 12   | 6  | 2 | 4  | 36:20 | 14:10 |
| 4.     | SV Viktoria Elbing    | 12   | 6  | 1 | 5  | 34:25 | 13:11 |
| 5.     | SV Neufahrwasser 1919 | 12   | 5  | 0 | 7  | 22:31 | 10:14 |
| 6.     | Polizei SV Danzig     | 12   | 2  | 2 | 8  | 16:33 | 6:18  |
| 7.     | SC Lauental           | 12   | 2  | 0 | 10 | 13:41 | 4:20  |

|  | Geplaatst voor Gauliga      |
|  | Degradatie naar Kreisklasse |

### Groep Gumbinnen
| Plaats | Club                       | Wed. | W  | G | V  | Saldo | Ptn.  |
| ------ | -------------------------- | ---- | -- | - | -- | ----- | ----- |
| 1.     | MSV Yorck Boyen Insterburg | 12   | 11 | 0 | 1  | 61:16 | 22:2  |
| 2.     | Polizei SV Tilsit          | 12   | 6  | 4 | 2  | 41:22 | 16:8  |
| 3.     | FC Preußen Gumbinnen       | 12   | 6  | 4 | 2  | 30:23 | 16:8  |
| 4.     | Tilsiter SC                | 12   | 6  | 0 | 6  | 39:28 | 12:12 |
| 5.     | VfB Tilsit                 | 12   | 3  | 2 | 7  | 37:41 | 8:16  |
| 6.     | SC Preußen Insterburg      | 12   | 3  | 2 | 7  | 23:48 | 8:16  |
| 7.     | SV 05 Insterburg           | 12   | 1  | 0 | 11 | 10:63 | 2:22  |

|  | Geplaatst voor Gauliga      |
|  | Degradatie naar Kreisklasse |

### Groep Königsberg
| Plaats | Club                             | Wed. | W  | G | V | Saldo | Ptn.  |
| ------ | -------------------------------- | ---- | -- | - | - | ----- | ----- |
| 1.     | SV Prussia-Samland Königsberg    | 12   | 10 | 1 | 1 | 46:21 | 21:3  |
| 2.     | VfB Königsberg                   | 12   | 7  | 3 | 2 | 45:19 | 17:7  |
| 3.     | SV Rasensport-Preußen Königsberg | 12   | 7  | 1 | 4 | 51:31 | 15:9  |
| 4.     | SpVgg ASCO Königsberg            | 12   | 5  | 2 | 5 | 24:20 | 12:12 |
| 5.     | RSV Heiligenbeil                 | 12   | 4  | 0 | 8 | 21:40 | 8:16  |
| 6.     | Königsberger TSV                 | 12   | 2  | 2 | 8 | 20:47 | 6:18  |
| 7.     | RSV Braunsberg                   | 12   | 2  | 1 | 9 | 28:57 | 5:19  |

|  | Geplaatst voor Gauliga                        |
|  | Degradatie, de club werd hierna ook ontbonden |

## Gauliga

### Groep 1
| Plaats | Club                          | Wed. | W | G | V | Saldo | Ptn. |
| ------ | ----------------------------- | ---- | - | - | - | ----- | ---- |
| 1.     | SV Prussia-Samland Königsberg | 6    | 4 | 1 | 1 | 17:9  | 9:3  |
| 2.     | BuEV Danzig                   | 6    | 2 | 2 | 2 | 6:8   | 6:6  |
| 3.     | VfB Königsberg                | 6    | 2 | 1 | 3 | 4:10  | 5:7  |
| 4.     | SC Preußen 09 Danzig          | 6    | 1 | 2 | 3 | 9:9   | 4:8  |

|  | Geplaatst voor finale |

### Groep 2
| Plaats | Club                       | Wed. | W | G | V | Saldo | Ptn. |
| ------ | -------------------------- | ---- | - | - | - | ----- | ---- |
| 1.     | MSV Hindenburg Allenstein  | 6    | 6 | 6 | 0 | 19:2  | 12:0 |
| 2.     | MSV Yorck Boyen Insterburg | 6    | 3 | 0 | 3 | 16:13 | 6:6  |
| 3.     | SV Masovia Lyck            | 6    | 2 | 1 | 3 | 8:21  | 5:7  |
| 4.     | Polizei SV Tilsit          | 6    | 0 | 1 | 5 | 6:13  | 1:11 |

|  | Geplaatst voor finale |

## Finale
Heen
|              |                               |                           |                          |                                                                                                   |
| 8 maart 1936 | SV Prussia-Samland Königsberg | 0 – 2                     | SV Hindenburg Allenstein | Platz von Prussia-Samland, Koningsbergen Toeschouwers: 4.000 Scheidsrechter: Dudziak (Insterburg) |
| 8 maart 1936 |                               | 18' Michalzik Kieselnicki |                          | Platz von Prussia-Samland, Koningsbergen Toeschouwers: 4.000 Scheidsrechter: Dudziak (Insterburg) |

Terug
|               |                                                           |       |                               |                                                                                                   |
| 15 maart 1936 | SV Hindenburg Allenstein                                  | 7 – 2 | SV Prussia-Samland Königsberg | Platz an der Reiterkaserne, Allenstein Toeschouwers: 2.500 Scheidsrechter: Schröder (Stallupönen) |
| 15 maart 1936 | Kieselnicki 5', 67' Lützow 15', Kopitzke 18', Michaelczyk |       | 3', 35' Teßmer                | Platz an der Reiterkaserne, Allenstein Toeschouwers: 2.500 Scheidsrechter: Schröder (Stallupönen) |